# Детские рисунки

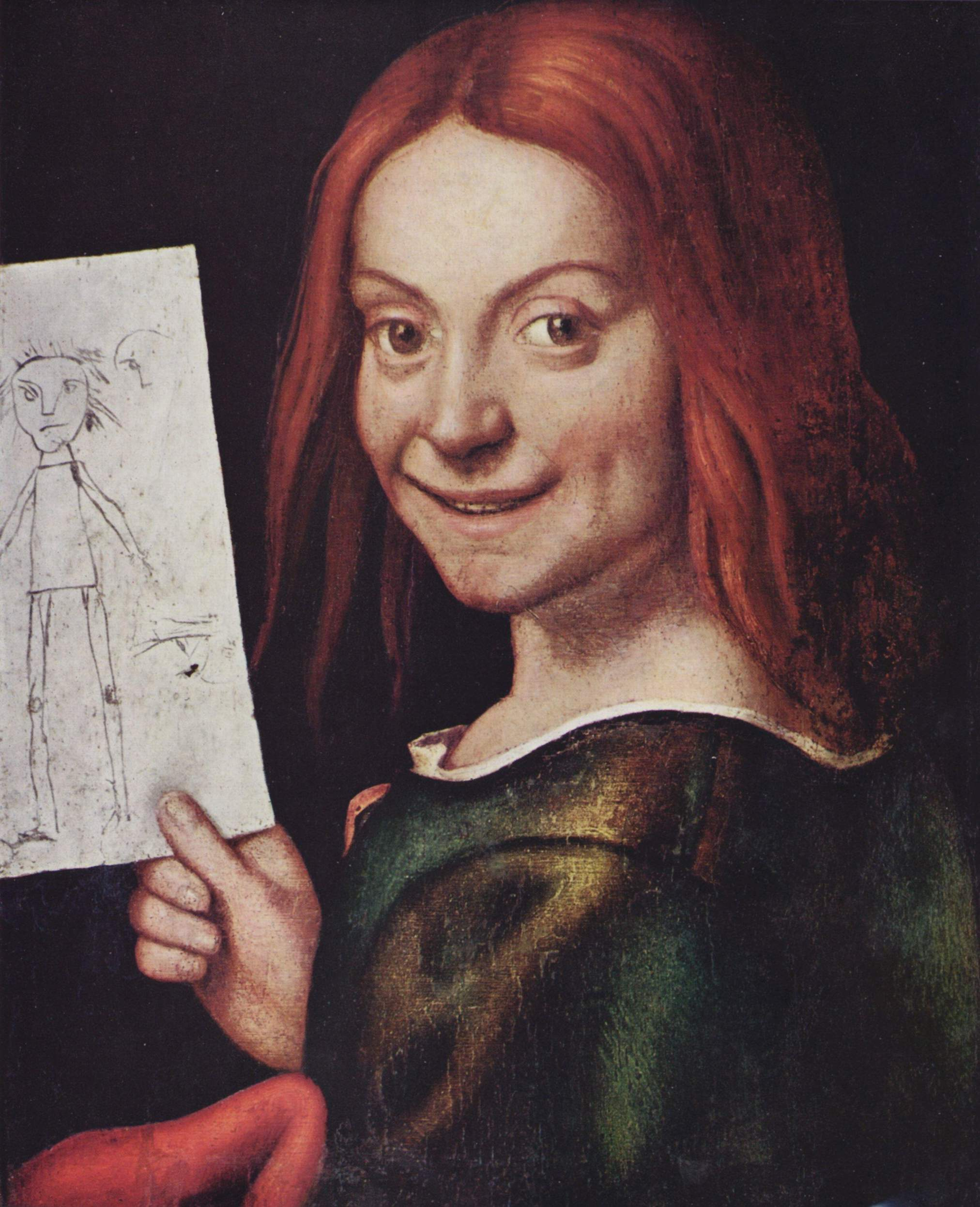
«Мальчик с рисунком». Картина Джованни Карото

Детские рисунки — рисунки и прочие изображения, созданные детьми с помощью каких-либо рисовальных принадлежностей (кистей и красок различных видов, карандашей, фломастеров и мелков).

## Определение
Термин «детский рисунок» был введён художником Францем Чижеком в 1890-х годах, однако общепризнанного определения данного термина не существует. В работе германской исследовательницы Кристы Зайгель указывается, что под «детскими рисунками» следует понимать художественное творчество детей в возрасте до 12 лет, которое создаётся ими по собственной инициативе или по предложению взрослых, но без какого бы то ни было мотивирования или принуждения. При этом американский педагог Джон Холт в 1980-х годах утверждал, что понятие «детского рисунка» как специфического предмета придумано взрослыми.
Детские рисунки могут являться способом самовыражения для детей, средством общения друг с другом и с окружающим миром. Рисунки могут служить индикатором при оценке умственного развития ребёнка и являются предметом изучения детской психологии. По мнению сербского учёного-педагога Ивана Видановича, такие рисунки отражают детское понимание мира: на них ребёнок проецирует свои чувства, эмоции, потребности, желания, конфликты, намерения и ожидания, в связи с чем такие рисунки служат в том числе важным диагностическим и терапевтическим инструментом в случае возникновения у детей каких-либо проблем. Виданович также выделяет характерные, на его взгляд, особенности «детского рисунка»: отсутствие перспективы, частая транспарентность, стилизованность (объекты на рисунке часто выглядят схематично, многие детали могут отсутствовать), нарративность (рисунок для ребёнка может быть аналогом повествования). Детский рисунок, по мнению Видановича, часто является результатом потребности ребёнка изобразить то, что он знает и что чувствует, а не то, что он видит.

## История
Первая в Европе выставка детских рисунков, организованная Робертом Эблеттом, открылась в Лондоне в 1890 году. Итальянский историк искусства Коррадо Риччи (1858—1934) первым собрал коллекцию из 1250 детских рисунков и лепных работ. В 1897 году Франц Чижек открыл первую «школу детского рисунка», где детям в возрасте от 2 до 14 лет два часа в неделю бесплатно и без какого-либо отбора учеников дозволялось рисовать что угодно и как угодно, без какого-либо специального обучения. Данная концепция была подвергнута широкой критике педагогами рисования того времени.

## Классификации

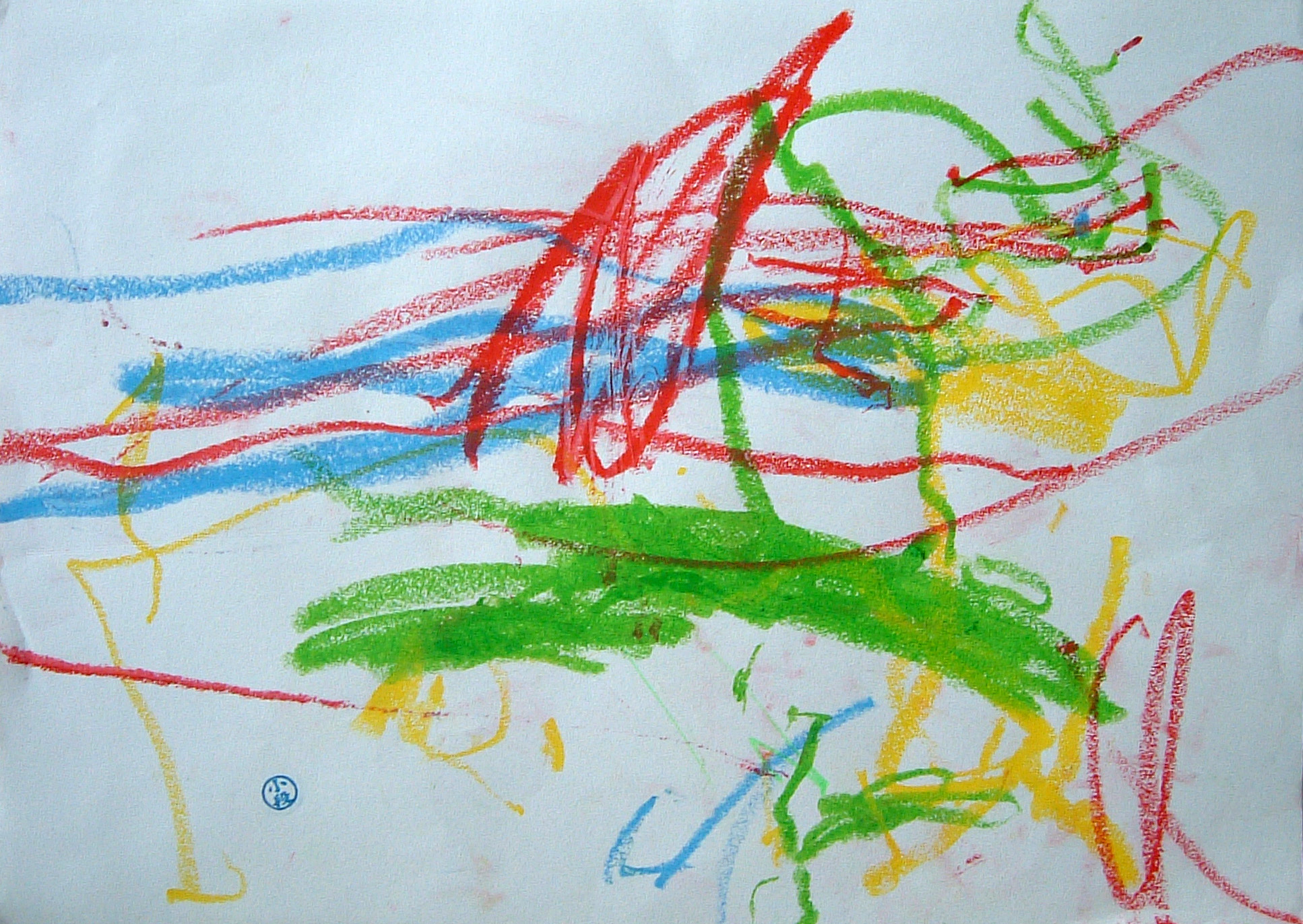
«Неразборчивые каракули» 22-месячного ребёнка

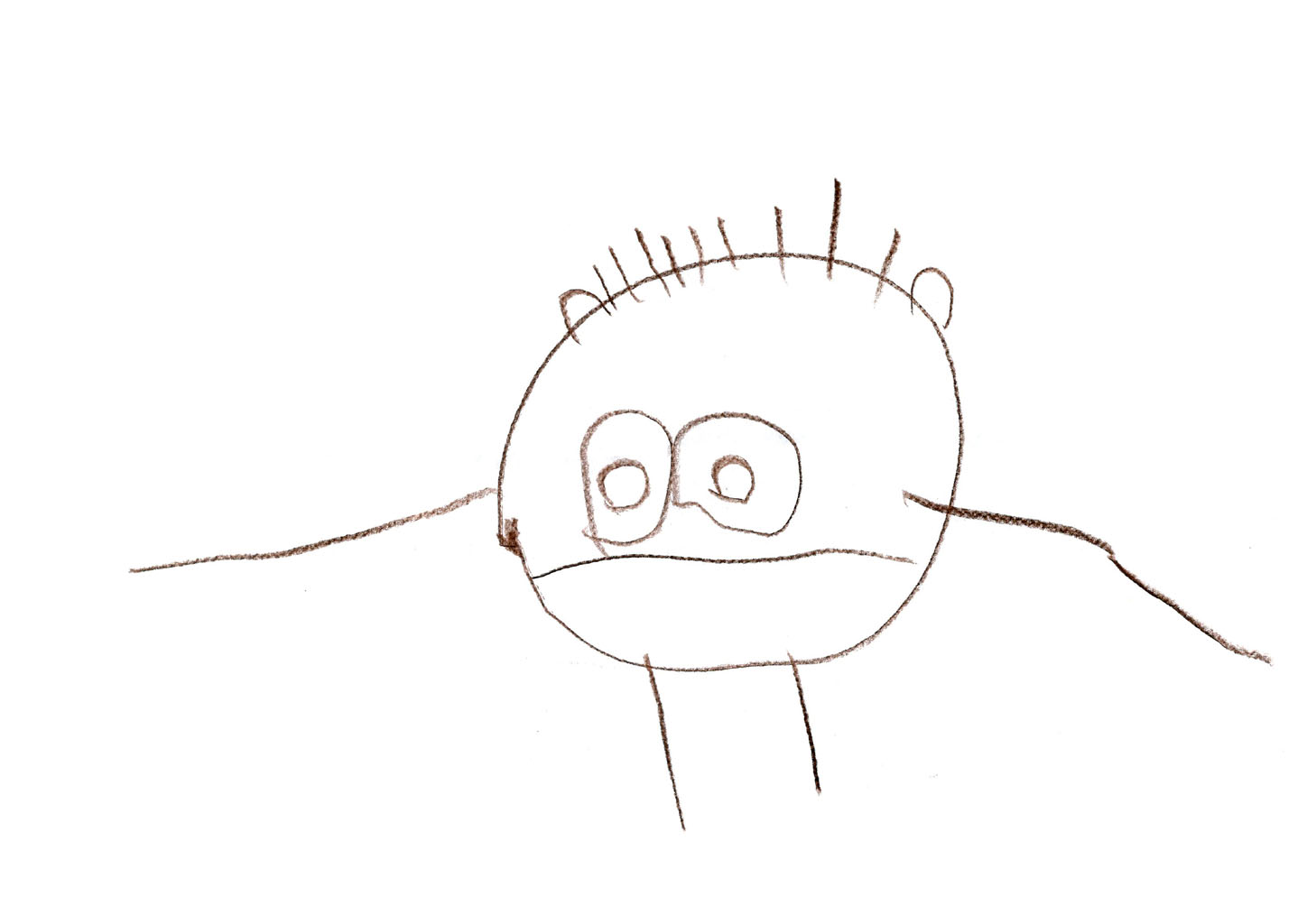
Рисунок 3-летнего ребёнка «головоногой» стадии

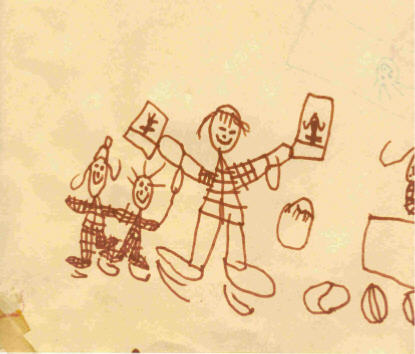
Рисунок 4-летнего ребёнка «пресимволистской» стадии

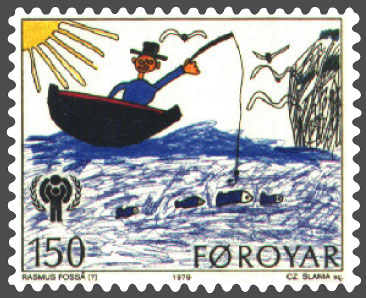
Детский рисунок «первой символистской» стадии на почтовой марке Фарерских островов

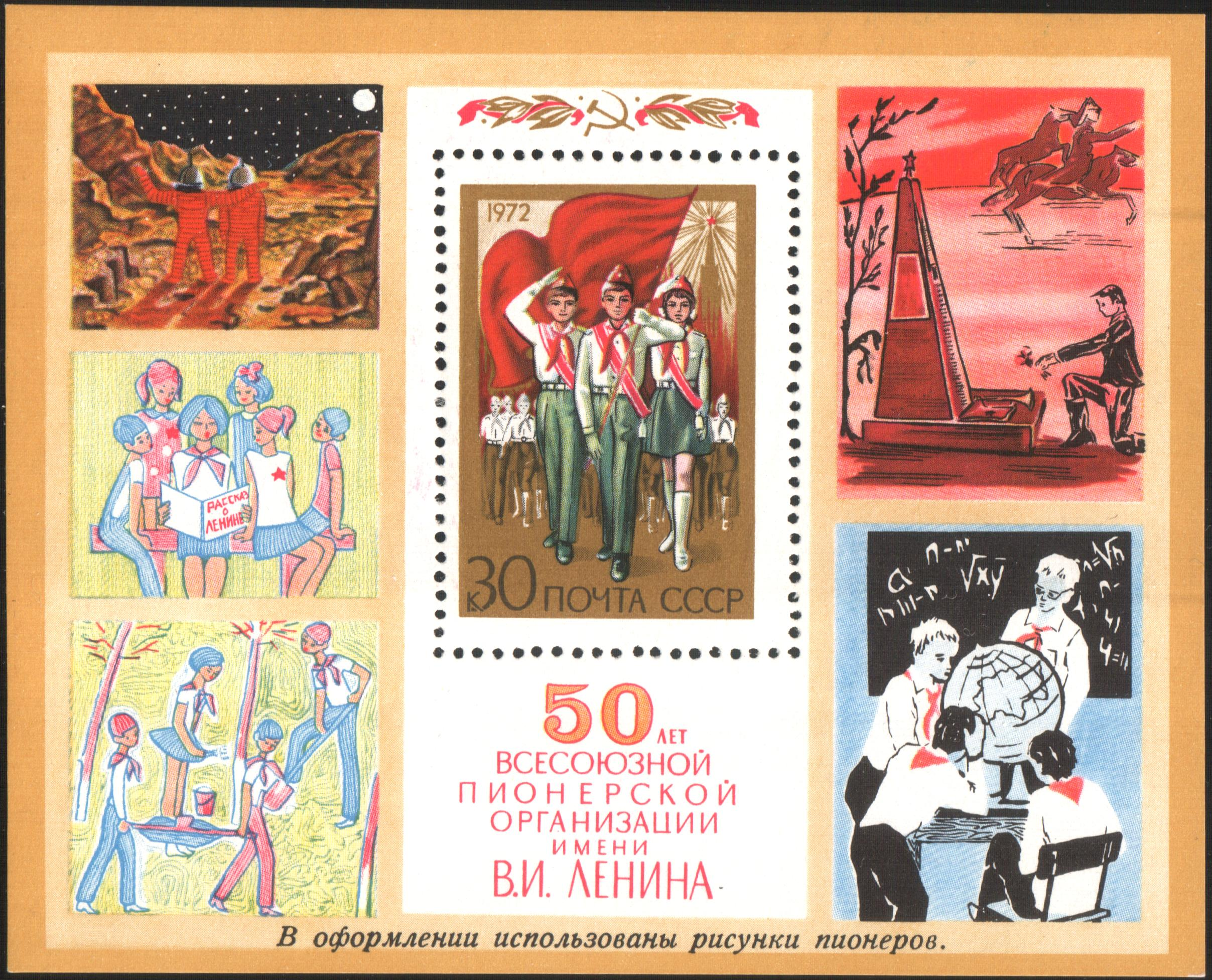
Рисунки детей 14—15 лет на полях почтового блока СССР 1972 года }

Подходы учёных, признающих существование детских рисунков, к их классификации могут значительно различаться. Например, учёным Э. Куком было выделено четыре стадии, которые детский рисунок проходит по мере взросления ребёнка:
- полностью абстрактные каракули и «мазня» (примерно с 18 месяцев);
- «пресимволизм» (примерно с 3 лет) — начало использования кругов и линий для создания простых фигур, в том числе человеческих;
- «символизм» (примерно с 5 лет) — ребёнок начинает быть больше заинтересован в реалистичности и пропорциональности изображаемого, однако, ввиду развития словарного запаса, склонен изображать некий объект таким, каким его себе представляет, а не таким, каким видит;
- «реализм» (примерно с 9 лет), когда дети начинают стремиться изображать предметы максимально похожими на их истинный внешний вид и вскоре либо полностью прекращают рисовать, либо начинают заниматься в художественной школе, чтобы улучшить свои навыки.

Вместе с тем существует и расширенная классификация, предложенная немецким исследователем Николь Гауль, выделяющей шесть (впоследствии семь) стадий развития детского рисунка:
- «Мазня» (нем. Spurschmieren), свойственная детям возрастом до 18 месяцев, когда дети «рисуют» любыми подручными жидкими или пастообразными веществами на чём угодно, в том числе на собственном теле, нисколько не заботясь о «результате».
- «Неразборчивые каракули» (Kritzeln), свойственные детям старше 18 месяцев, стадия рисования которых связана с началом использования детьми карандашей и подобных принадлежностей, совершенствующаяся по мере развития у ребёнка навыков владения плечевым и локтевым суставами и запястьем. Эта стадия может продолжаться до 21—23 месяцев, иногда — до 2,5 лет. Завершением её Гауль считает начало изображения ребёнком прямых линий и замкнутых кругов.
- «Головоногая» стадия (Kopffüßler), которая может продолжаться до четырёхлетнего возраста. В этот период дети начинают изображать схематичные фигурки людей, для которых почти всегда характерны непропорционально большая голова, конечности, изображённые в виде тонких линий, и отсутствие большинства деталей реального человеческого тела. К концу данной стадии в детских рисунках могут появиться прямоугольные фигуры.
- «Пресимволистская» стадия (Vorschemaphase) — на детских рисунках впервые появляется подобие «системы координат» (например, небо и земля), изображения предметов становятся более реалистичными и могут содержать различные мелкие детали. На этой стадии ребёнок чаще всего начинает сознательно рисовать одно изображение разными цветами. Стадия довольно короткая по продолжительности — от 4 до 5 лет.
- «Зрелый пресимволизм» (данная стадия предложена учёным Бюхлером) — стадия, продолжающаяся примерно с 5 до 7 лет, когда детализация детских рисунков значительно увеличивается, однако в их содержании не происходит никаких принципиальных изменений. По мнению Бюхлера, однако, важнейшей особенностью этого этапа является появление у ребёнка «коммуникативных» устремлений, то есть желания, чтобы увидевшие рисунок поняли, что и почему на нём изображено.
- «Первая стадия символизма» — может начаться с 5 или 7 лет, продолжается, как правило, до 8. Помимо улучшившейся детализации, Гауль считает её важнейшими отличительными чертами появляющуюся «непрозрачность» (дети начинают закрашивать фигуры на рисунках), «многослойность» (например, голые кисти рук на изображении одетого человека), начало соблюдения (пусть и далёкого от реального) пропорций между различными объектами на рисунке (например, людьми и зданиями).
- «Вторая стадия символизма» — наиболее «зрелая» стадия развития детского рисунка, продолжающаяся с 8 до примерно 12 лет, когда, по мнению Гауль, дети начинают пытаться изображать трёхмерное пространство. Особенностями, отличающими «вторую» стадию от «первой», являются учёт перспективы и горизонта (то есть отдалённые предметы впервые начинают изображаться меньшего размера, нежели такие же, но расположенные на рисунке ближе к смотрящим на него).

## Исследования
Детские рисунки стали предметом многочисленных научных исследований. В исследовании Сабины Гамель, проведённом в Германии в 2008 году, примерно 500 детям младшего школьного возраста было предложено изобразить людей, которых они любят и не любят. По результатам исследования были выявлены значительные различия в изображении детьми таких людей: люди, которых дети любили, изображались ими с помощью своих любимых цветов, рисовались обычно в более близкой к зрителю перспективе и со значительно большей детализацией, нежели люди, к которым дети относились негативно. На лицах нравившихся детям людей чаще изображалась улыбка; вместе с тем по количеству использованных цветов и их яркости изображения двух упомянутых типов людей обычно не отличались. Ещё одной отличительной особенностью изображения «нелюбимых» детьми людей стало наличие на рисунках с ними условных «линий», разделяющих рисунок на разные части, чего на рисунках «положительных» людей практически не наблюдалось. Какие-либо агрессивные действия изображались только на рисунках с нелюбимыми людьми и в основном детьми мужского пола.